# (71615) Ramakers
(71615) Ramakers est un astéroïde de la ceinture principale d'astéroïdes découvert le 3 mars 2000 dans le cadre de la campagne astronomique Catalina Sky Survey.

## Compléments